# Alfonso Varano
Alfonso Varano (Ferrara, 13 dicembre 1705 – Ferrara, 23 giugno 1788) è stato un poeta e drammaturgo italiano.

## Biografia

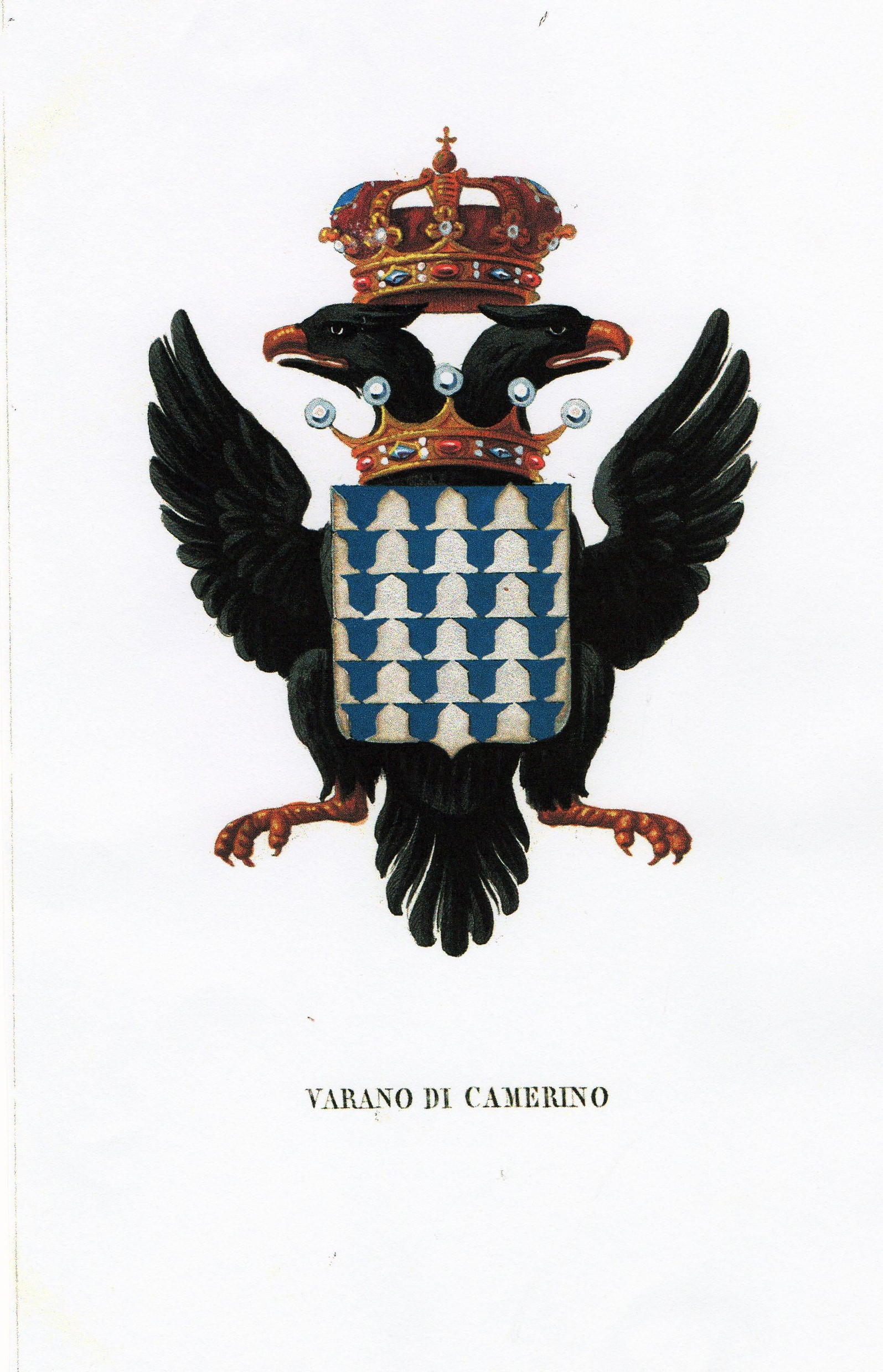
Stemma dei Varano

Discendente dalla famiglia patrizia dei duchi di Camerino, dopo gli studi classici compiuti nel Collegio dei Notabili di Modena, allievo del Tagliazucchi, trascorse la vita nella città natale, dedicandosi allo studio e alla poesia. Fu membro dell'Accademia della Crusca e dell'Accademia dell'Arcadia, portando avanti una corrispondenza con letterati come il Bettinelli e il Frugoni, ma restò sempre appartato rispetto ai principali movimenti letterari del periodo. Coltivò una poesia a tratti barocca, ma sempre attenta al severo rispetto di una forma di stampo neoclassico: in Varano sono già presenti sensibilità nuove, preromantiche, che anticipano il gusto per i toni cupi e gli effetti lugubri. Visse a lungo e morì nella casa di famiglia, palazzo Varano Dotti in via Montebello a Ferrara. Riposa nella Cella dei Ferraresi illustri del cimitero monumentale della Certosa di Ferrara.

## Opere
Dagli inizi pastorali e arcadici, con egloghe alla maniera del Chiabrera, in cui sostituì il repertorio mitologico con motivi cristiani, passando per esercitazioni petrarchesche, nella maturità si cimentò con la tragedia: Demetrio (1749), la sua composizione più fortunata, Giovanni di Giscala (1754), la più compiuta, Agnese martire del Giappone (1783), di argomento religioso. Saeba regina di Ginge e di Taniorre e I fratelli nemici, un dramma per musica furono pubblicate dopo la morte. La sua opera più nota sono state le dodici Visioni sacre e morali in terzine dantesche, genere ripreso nello stesso periodo da Vincenzo Monti.

## Eredità
Figurò tra i modelli della poesia leopardiana e ispirò le opere del primo Monti.